# Rhinomorinia verticalis
Rhinomorinia verticalis är en tvåvingeart som beskrevs av Crosskey 1977. Rhinomorinia verticalis ingår i släktet Rhinomorinia och familjen gråsuggeflugor. Inga underarter finns listade i Catalogue of Life.